# Orbitális hegesztés

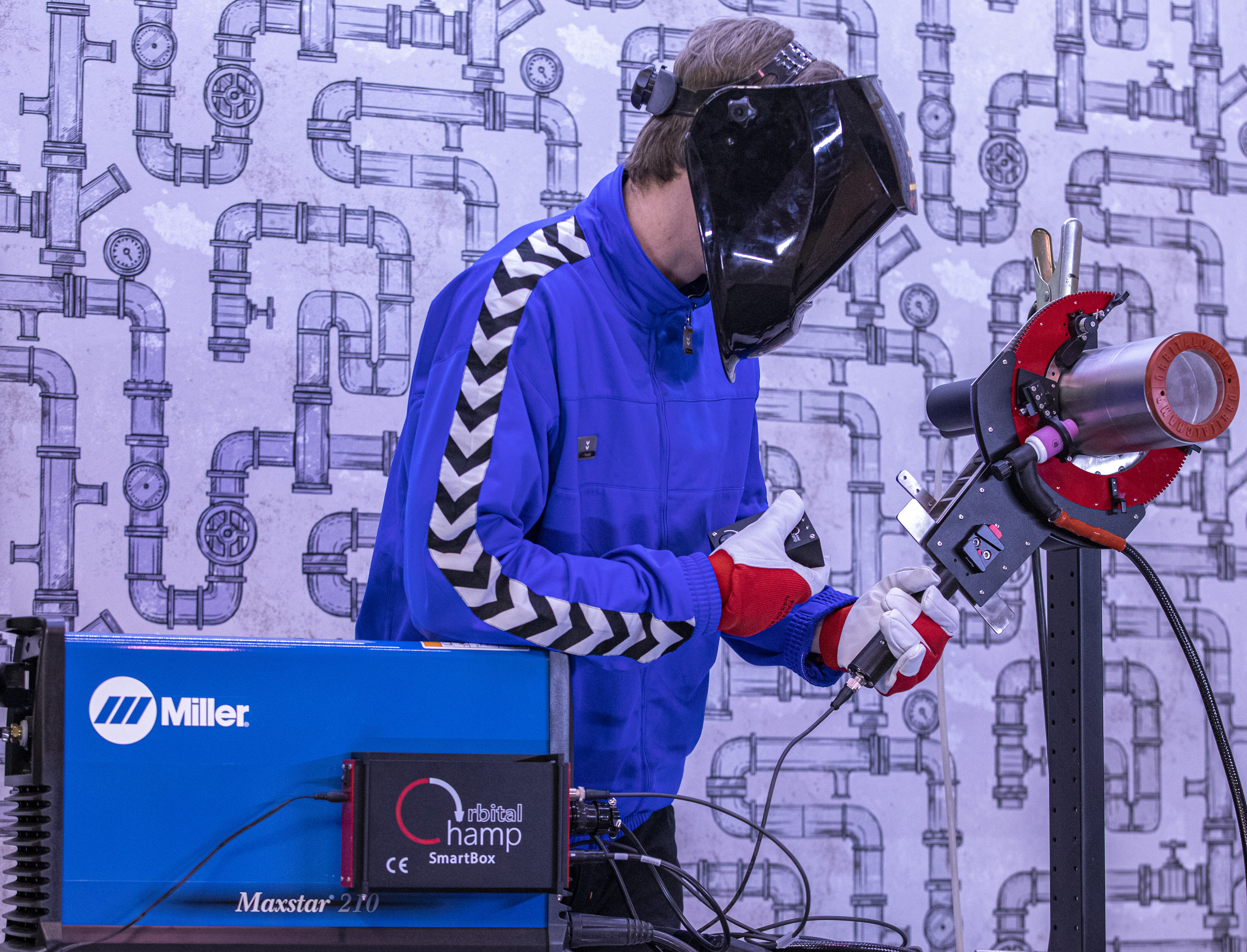
Orbitális hegesztés

Az orbitális hegesztés egy speciális automatizált hegesztési eljárás, amely elsősorban csővezetékek és csövek hegesztésére használatos. Ez a technika különösen hasznos az olyan iparágakban, ahol a hegesztési varratok minősége és ismételhetősége kritikus fontosságú, mint például a gyógyszeripar, élelmiszeripar, és a magas nyomású olaj- és gázvezetékek esetében.

## Története
Az orbitális hegesztési technológia az 1960-as években született meg, amikor az űrverseny és a nukleáris ipar szigorú követelményei új, megbízható hegesztési módszerek fejlesztését igényelték. A technológia gyorsan elterjedt a kritikus alkalmazásokat igénylő területeken, ahol a varratok minősége létfontosságú volt.

## Leírás

#### Működési elve

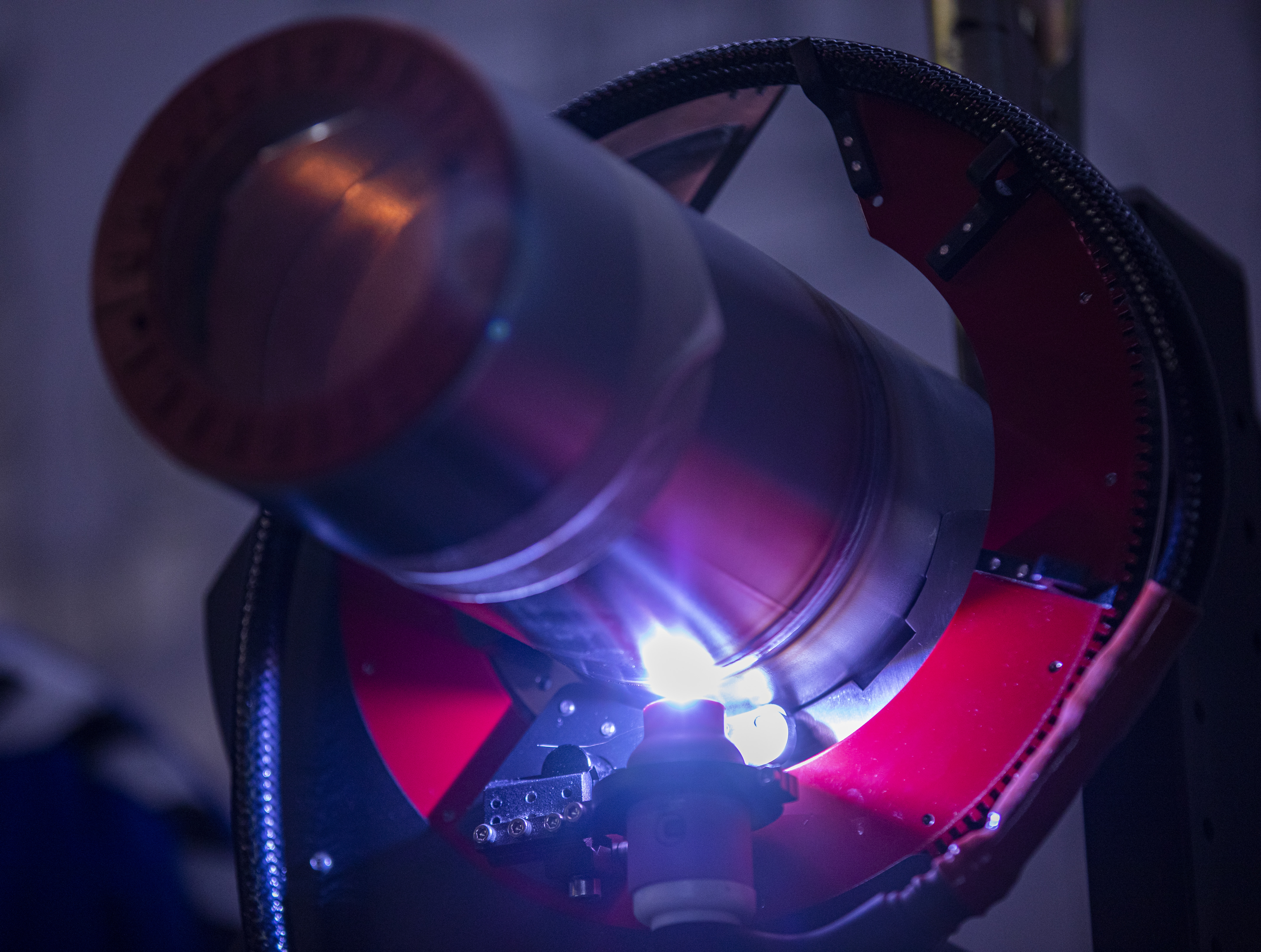
Nyitott fejes orbitális hegesztő

Az orbitális hegesztés során a hegesztőfej automatikusan mozog körbe a rögzített cső körül, biztosítva, hogy a hegesztési varrat egyenletes és pontos legyen minden egyes hegesztés során. A hegesztőfej teljesen körbeforgatja magát a cső körül, ami lehetővé teszi a folyamatos varrat készítését anélkül, hogy a hegesztőnek manuálisan kellene mozgatnia a hegesztőpisztolyt.

#### Hegesztőfejek típusai
Az orbitális hegesztésben két fő típusú hegesztőfej technológia létezik: nyitott és zárt fejes. A nyitott fejek lehetővé teszik a hegesztő számára, hogy közvetlenül láthassa a hegesztési folyamatot, míg a zárt fejek teljesen elzárják a hegesztési területet, ezáltal javítva a gáz atmoszférát és megelőzve a külső szennyeződéseket.

#### Előnyök:
- Pontosság és ismételhetőség: Az automatizált folyamat garantálja a varratok egyenletes és pontos kialakítását.
- Hatékonyság: Kevesebb emberi beavatkozás szükséges, ami csökkenti a munkaidőt és a költségeket.
- Biztonság: A hegesztő távol maradhat a magas hőmérséklettől és a hegesztés során keletkező veszélyes anyagoktól.

#### Hátrányok:
- Magas kezdeti költségek: Az orbitális hegesztő berendezések drágák lehetnek a beszerzésük és karbantartásuk.
- Technikai követelmények: A hegesztőknek szükségük van speciális képzésre a berendezések hatékony kezeléséhez.
- Rugalmas alkalmazhatóság korlátai: Bizonyos hegesztési helyzetekben, ahol extrém rugalmasság szükséges, az orbitális hegesztőgépek nem ideálisak.

## OrbitalChamp - magyar innováció

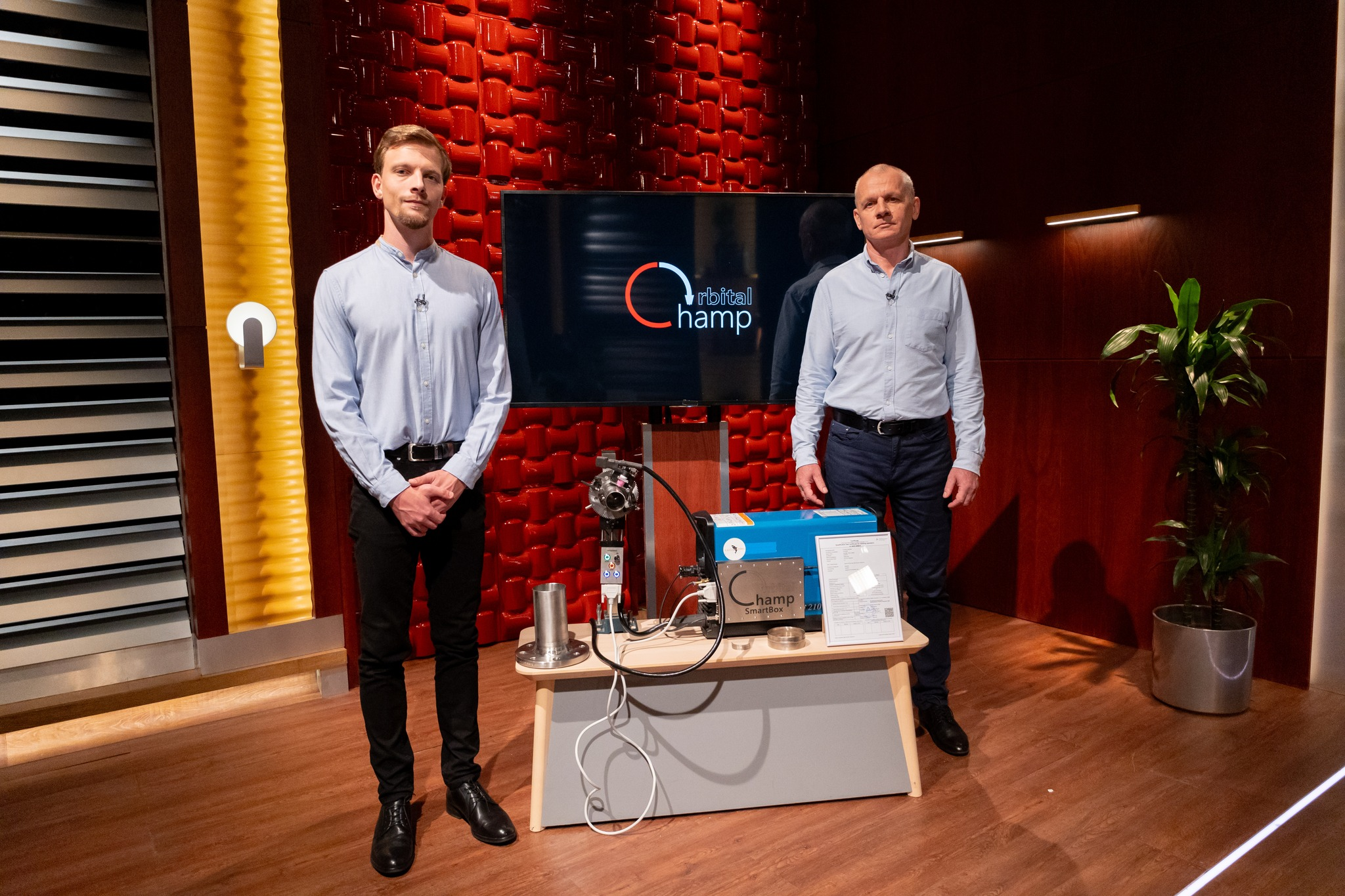
OrbitalChamp Kft. a "Cápák között" című műsorban

Az OrbitalChamp egy magyar fejlesztésű rendszer, amely lehetővé teszi, hogy az orbitális hegesztő berendezés modulárisan csatlakoztatható legyen a meglévő hegesztőgépekhez. Ez a rendszer kiemelkedik azzal, hogy adaptálható és integrálható a már meglévő eszközökkel, ami a felhasználók számára nagyfokú rugalmasságot és költséghatékonyságot biztosít.
Az orbitális hegesztés továbbra is fontos szerepet tölt be számos iparágban, ahol a minőség és a megbízhatóság kulcsfontosságú, és a technológiai fejlődések még szélesebb körű alkalmazást ígérnek a jövőben.